# Parc Científic de Barcelona
El Parc Científic de Barcelona és un parc científic concebut com un espai de trobada entre universitat, empresa i societat que té com a finalitat potenciar la innovació, principalment en ciències de la vida.
Establert per la Universitat de Barcelona el 1997, va ser el primer parc científic de l'Estat espanyol i avui és un referent internacional en el foment de la innovació que acull més de 3.400 professionals.
El Parc Científic de Barcelona té com a objectius:
- Potenciar la recerca d'excel·lència amb el suport d'una àmplia oferta tecnològica
- Dinamitzar la relació entre la universitat i l'empresa
- Impulsar la creació de noves empreses i instituts
- Promoure el diàleg ciència-societat i les vocacions científiques

S'hi ubiquen 4 instituts de recerca, més de 50 empreses, una incubadora d'empreses biotecnològiques, més de 70 grups de recerca i una àmplia oferta tecnològica de suport a la recerca. Així mateix, organitza més de 120 activitats de promoció de la cultura científica i de foment de noves vocacions científiques en què participen prop de 6.000 persones anualment.
El Parc Científic Barcelona actualment compta amb una superfície de 58.000 m² repartits en els edificis Clúster, Hèlix i Torres R + D + I.